# Tatum O'Neal
Tatum Beatrice O'Neal (Los Ángeles, 5 de noviembre de 1963) es una ex actriz estadounidense de cine y televisión, conocida por sus apariciones en películas juveniles de los años setenta.
Comenzó su carrera en 1973, cuando tenía diez años de edad, protagonizando junto a su padre Ryan O'Neal la película Luna de papel. Por esta interpretación ganó el premio Óscar a la mejor actriz de reparto, y de esta manera se convirtió en la persona más joven en ganar un Premio de la Academia en una categoría de competición. Después apareció en otros proyectos de menor perfil como The Bad News Bears (1976), Nickelodeon (1976) e International Velvet (1978).
Durante la década de 1990, su adicción a las drogas puso en peligro su carrera durante bastante tiempo, hasta que retornó en 2002, año en que desempeñó un papel secundario en la película The Scoundrel's Wife. De 2005 a 2009 actuó en la serie televisiva Rescue Me, donde tuvo el papel de la hermana del protagonista.

## Familia y primeros años
Tatum O'Neal nació Los Ángeles, California, el 5 de noviembre de 1963, hija de los actores Ryan O'Neal, de ascendencia irlandesa, y Joanna Moore, de ascendencia inglesa. Su hermano Griffin nació en 1964. En 1967 sus padres se divorciaron. Su padre se volvió a casar con la actriz Leigh Taylor-Young (madre de su medio hermano, Patrick, exesposo de la actriz Rebecca De Mornay), de la que también se divorció en 1973. La madre de Tatum murió en 1997 afectada de un cáncer de pulmón a la edad de 63 años.
Su padre tuvo luego una relación de casi 20 años con la actriz Farrah Fawcett, de la que nació su otro hijo, Redmond O'Neal.

## Carrera

### Luna de papel
O'Neal debutó en el cine en 1973, con nueve años de edad, en la película Luna de papel, dirigida por Peter Bogdanovich, y en donde comparte escenas junto a su padre Ryan. Esta película le vale a la actriz el premio Óscar a la mejor actriz de reparto, el Globo de Oro a la nueva estrella del año y el premio David di Donatello a la mejor actriz extranjera. Gracias a esta interpretación se convirtió en la persona más joven en ganar un premio de la Academia de Hollywood en una categoría de competición.

### De 1976 a 1984
En 1976, la actriz regresa al cine protagonizando la película Bad News Bears, dirigida por Michael Ritchie. En esta comedia representa el papel de Amanda Whurlizer, una jugadora de béisbol que forma parte de un equipo juvenil que es puesto bajo las órdenes de un malhumorado entrenador interpretado por Walter Matthau. El filme consiguió tener un gran éxito comercial en Estados Unidos; gracias a esto se realizaron dos secuelas; aunque en estas entregas O'Neal no intervino. En ese mismo año participó en la película Nickelodeon, con un elenco que incluye a su padre Ryan, Burt Reynolds, Brian Keith, Stella Stevens, John Ritter y Brion James.
En 1978 protagoniza junto a Christopher Plummer y Anthony Hopkins la película International Velvet. Allí desempeña el papel de Sarah Brown, una adolescente que luego de quedar huérfana abandona Estados Unidos para mudarse al Reino Unido junto a su tía Velvet, interpretada por Nanette Newman, quien la ayuda a entrenarse para participar en la competencia olímpica de equitación, donde consigue ganar la medalla de oro. En 1980 protagoniza la polémica película Circle of Two, donde hace el papel de Sarah Norton, una adolescente de dieciséis años que tiene un romance con un artista plástico cuarenta años mayor que ella, interpretado por Richard Burton. El filme recibió críticas negativas, al no gustar la gran diferencia de edad que existía entre ambos actores. En ese mismo año, actúa en Faldas revoltosas, junto a Kristy McNichols, ambas dirigidas por Ronald F. Maxwell. Allí interpreta a Ferris, una adolescente millonaria que en un campamento de verano conoce a una joven de su edad de bajos recursos con la cual entabla una tensa relación. Ambas se proponen perder sus respectivas virginidades en el menor tiempo posible para probar quién de las dos es más lista. En 1984, protagoniza Ricitos de Oro, dirigida por Gilbert Cates.

### De 1985 a 1996
En 1985, O'Neal aparece en la película de acción Y... al rojo vivo, dirigida por Stephen Gyllenhaal. Después protagonizó la película para televisión Woman on the Run: The Lawrencia Bembenek Story (1993), un drama romántico basado en el libro  de Lawrencia Bembenek. En 1996, la actriz desempeña el papel de Cynthia Kruger en la película Basquiat, película biográfica acerca del pintor Jean Michel Basquiat, con un extenso reparto que incluye a Jeffrey Wright, David Bowie, Dennis Hopper, Gary Oldman y Benicio del Toro.

### 1997-presente
En los años 2000, O'Neal apareció como estrella invitada en varias series televisivas, entre ellas Sex and the City o Law & Order: Criminal Intent. Su carrera como actriz sufrió un parón debido a problemas personales durante varios años, pero en 2005 volvió a actuar consiguiendo un papel en la serie de televisión Rescue Me, donde interpretó a la desequilibrada y nerviosa hermana de Tommy Gavin, personaje protagonista encarnado por Denis Leary.
En enero de 2006, participó en el reality show de baile Dancing with the Stars, emitido por la cadena ABC, pero fue eliminada del concurso dos semanas después de su inicio. Después, desde 2006 hasta 2007, protagonizó la telenovela Wicked Wicked Games, ficción emitida por la señal My Network TV, donde interpretó el rol de una mujer psicópata llamada Blythe Hunter. En 2007 participó en la película My Brother, junto a las actrices Vanessa Williams y Nashawn Kearse.

## Vida personal

### Relación con Michael Jackson
El primer novio conocido de Tatum fue el cantante y bailarín Michael Jackson. Ellos se conocieron cuando ella tenía 12 años y él 17. Fue amor a primera vista. Pero no fue hasta 1979 cuando comenzarían su relación. Ambos compartían muchas cosas, como el hecho de haber sido maltratados por sus padres durante su infancia y el gusto por estar sobre los escenarios y haber crecido en ellos. Y es que los dos desde muy pequeños iniciaron sus carreras. En las páginas del libro La verdad sobre la familia más exitosa de la historia musical americana, escrita por Joseph Jackson, padre del cantante, se lee que Tatum fue «el primer amor» de Michael y que con ella tuvo su primera experiencia sexual. A pesar de esto la actriz publicó a mediados de los años 1990 su autobiografía denominada A Paper Life donde menciona que en efecto salió con el cantante, pero nunca sucedió
nada porque él se asustó en la primera cita. O'Neal también dejó claro que entre ellos siempre existió una gran atracción y mucha comprensión. De esto mismo habló el propio Michael Jackson en una entrevista-documental conocida como Living with Michael Jackson, concedida en el año 2003 al periodista Martin Bashir, en la cual habló de un intento por parte de la propia Tatum de realizar un acto sexual con él, pero que no llegó a llevarse a cabo debido al miedo que sintió el propio Jackson en dicha cita, él diciendo esto en tal entrevista se disculpó públicamente.

### Matrimonio y maternidad
En 1986 O'Neal se casó con la estrella del tenis John McEnroe, con quien tuvo tres hijos: Kevin (n. 1986), Sean (n. 1987) y Emily (n. 1991). Después de su divorcio en 1992, la actriz se instaló en Nueva York. McEnroe, quien se casó en 1997 con la cantante Patty Smyth, tiene la custodia de sus tres hijos con Tatum debido a los problemas con las drogas de esta.

### Problemas personales
En su autobiografía titulada A Paper Life, Tatum O'Neal sostiene que en su niñez sufrió abusos sexuales por parte de un amigo de su padre y que sufrió abusos físicos y emocionales por parte de su padre, que ella atribuye al uso de drogas. También declara que sostuvo relaciones sexuales con Jean-Claude Van Damme y Melanie Griffith.
El 2 de junio de 2008 la policía de Nueva York arrestó a la actriz cuando intentaba comprar crack y cocaína a solo unas manzanas de distancia del apartamento de lujo donde vive, en el barrio del Lower East Side, según publicó en portada el diario New York Post. El diario aseguró que O'Neal al ser detenida preguntó a la policía: «¿Saben quién soy?», y argumentó que «estaba investigando para un papel» de drogadicta. «¿No podemos olvidar esto?», pidió luego a los agentes, a los que explicó que llevaba dos años sin consumir drogas, según relata el diario New York Times. Al día siguiente, fue liberada sin pago de fianza.

## Sexualidad
En el año 2015 declaró que empezó a relacionarse sentimentalmente con mujeres principalmente. Cuando se le preguntó acerca de su sexualidad negó ser lesbiana, pero también heterosexual, y dijo: «No soy ni lo uno ni lo otro».

## Filmografía

### Cine
| Año  | Título                                  | Papel            | Notas                                                                                              |
| ---- | --------------------------------------- | ---------------- | -------------------------------------------------------------------------------------------------- |
| 1973 | Luna de papel                           | Addie Loggins    | Ganó el premio Óscar a la mejor actriz de reparto Ganó el Globo de Oro a la nueva estrella del año |
| 1976 | The Bad News Bears                      | Amanda Whurlizer | |
| 1976 | Nickelodeon                             | Alice Forsyte    | |
| 1978 | International Velvet                    | Sarah Brown      | |
| 1980 | Circle of Two                           | Sarah Norton     | |
| 1980 | Little Darlings                         | Ferris           | |
| 1981 | Prisoners                               | Christie         | |
| 1985 | Certain Fury                            | Scarlet          | |
| 1992 | Little Noises                           | Stella           | |
| 1996 | Basquiat                                | Cynthia Kruger   | |
| 2002 | The Scoundrel's Wife                    | Camille Picou    | |
| 2003 | The Technical Writer                    | Slim             | |
| 2006 | My Brother                              | Erica            | |
| 2008 | Saving                                  | Grace            | |
| 2008 | Fab Five: The Texas Cheerleader Scandal | Lorene Tippit    | |

2019 The Assent.            Dr. Hawkins

### Televisión
| Año       | Título                                         | Papel              | Notas                                       |
| --------- | ---------------------------------------------- | ------------------ | ------------------------------------------- |
| 1984      | Faerie Tale Theatre                            | Goldilocks         | Episodio: «Goldilocks and the Three Bears». |
| 1989      | CBS Schoolbreak Special                        | Kim                | Episodio: «15 and Getting Straight».        |
| 1993      | Woman on the Run: The Lawrencia Bembenek Story | Lawrencia Bembenek | Película para televisión                    |
| 2003      | Sex and the City                               | Kyra               | Episodio: «A Woman's Right to Shoes».       |
| 2004      | 8 Simple Rules                                 | Sra. McKenna       | Episodio: «Opposites Attract».              |
| 2004      | Law and Order: Criminal Intent                 | Kelly Garnett      | Episodio: «Semi-Detached».                  |
| 2005      | Ultimate Film Fanatic                          | Ella misma         | Jueza del concurso                          |
| 2005 2009 | Rescue Me                                      | Maggie             | Personaje secundario                        |
| 2006      | Dancing with the Stars                         | Ella misma         | Participante en el reality show             |
| 2006      | Wicked Wicked Games                            | Blythe Hunter      |                                             |

## Premios y distinciones
Premios Óscar
| Año  | Categoría               | Película      | Resultado |
| ---- | ----------------------- | ------------- | --------- |
| 1974 | Mejor actriz de reparto | Luna de papel | Ganadora  |

Premios Globo de Oro
| Año  | Categoría                        | Película      | Resultado |
| ---- | -------------------------------- | ------------- | --------- |
| 1974 | Nueva estrella del año - actriz  | Luna de papel | Ganadora  |
| 1974 | Mejor actriz - musical o comedia | Luna de papel | Nominado  |

Premio David di Donatello
| Año  | Categoría               | Película      | Resultado |
| ---- | ----------------------- | ------------- | --------- |
| 1974 | Mejor actriz extranjera | Luna de papel | Ganadora  |